# Walcote (Warwickshire)
Walcote – wieś w Anglii, w hrabstwie Warwickshire. Leży 17 km na południowy zachód od miasta Warwick i 141 km na północny zachód od Londynu.